# Хугаєв Алан Анатолійович
Алан Анатолійович Хугаєв (рос. Алан Анатольевич Хугаев, 27 квітня 1989, Владикавказ, Північна Осетія) — російський борець греко-римського стилю, срібний призер чемпіонату Європи, олімпійський чемпіон, чемпіон Універсіади. Заслужений майстер спорту Росії з греко-римської боротьби.

## Життєпис
Народився у Владикавказі. Батько — Анатолій Хугаєв — заслужений тренер Росії з вільної боротьби. В 11 років Алана привів на тренування в школу боротьби, що щойно відкрилася, його хресний Володимир Уруймагов, який і став його тренером. У 2007 році виграв чемпіонат Європи серед юніорів. У 2009 році став срібним призером юніорської світової першості.
Чемпіон Росії (2012 — до 84 кг). Срібний призер чемпіонатів Росії (2011, 2013 — до 84 кг).
Тренери — В. Б. Уруймагов, О. Ю. Кім.
У збірній команді Росії з 2009 року.
Виступає за Московське міське фізкультурно-спортивне об'єднання.

## Державні нагороди
Нагороджений орденом Дружби (13 серпня 2012 року), Почесною грамотою Президента Російської Федерації (19 липня 2013 року).

## Спортивні результати на міжнародних змаганнях

### Виступи на Олімпіадах
| Змагання                    | Збірна | Вагова категорія                 | Місце  |
| --------------------------- | ------ | -------------------------------- | ------ |
| Літні Олімпійські ігри 2012 | Росія  | греко-римська боротьба, до 84 кг | Золото |

### Виступи на Чемпіонатах світу
| Змагання                        | Збірна | Вагова категорія                 | Місце |
| ------------------------------- | ------ | -------------------------------- | ----- |
| Чемпіонат світу з боротьби 2011 | Росія  | греко-римська боротьба, до 84 кг | 5     |

### Виступи на Чемпіонатах Європи
| Змагання                         | Збірна | Вагова категорія                 | Місце  |
| -------------------------------- | ------ | -------------------------------- | ------ |
| Чемпіонат Європи з боротьби 2011 | Росія  | греко-римська боротьба, до 84 кг | Срібло |

### Виступи на Кубках світу
| Змагання                    | Збірна | Вагова категорія                 | Місце |
| --------------------------- | ------ | -------------------------------- | ----- |
| Кубок світу з боротьби 2011 | Росія  | греко-римська боротьба, до 84 кг | 4     |

### Виступи на інших змаганнях
| Змагання                                   | Збірна | Вагова категорія                 | Місце  |
| ------------------------------------------ | ------ | -------------------------------- | ------ |
| Гран-прі Німеччини з боротьби 2010         | Росія  | греко-римська боротьба, до 84 кг | 9      |
| Турнір Івана Піддубного 2011               | Росія  | греко-римська боротьба, до 84 кг | Золото |
| Кубок Владислава Питласинські 2011         | Росія  | греко-римська боротьба, до 84 кг | Золото |
| Золотий Гран-прі з боротьби 2012 (Стамбул) | Росія  | греко-римська боротьба, до 84 кг | Бронза |
| Кубок Владислава Пітласинські 2012         | Росія  | греко-римська боротьба, до 84 кг | Золото |
| Турнір Вехбі Емре 2013                     | Росія  | греко-римська боротьба, до 84 кг | 5      |
| Трофей Адріатики 2013                      | Росія  | греко-римська боротьба, до 84 кг | Золото |
| Літня Універсіада 2013                     | Росія  | греко-римська боротьба, до 84 кг | Золото |
| Всесвітні ігри бойових мистецтв 2013       | Росія  | греко-римська боротьба, до 84 кг | Золото |
| Вогні Москви 2013                          | Росія  | греко-римська боротьба, до 84 кг | Бронза |
| Кубок Бразилії з боротьби 2013             | Росія  | греко-римська боротьба, до 96 кг | 4      |
| Кубок Владислава Пітласинські 2014         | Росія  | греко-римська боротьба, до 85 кг | 11     |
| Вогні Москви 2014                          | Росія  | греко-римська боротьба, до 85 кг | Золото |
| Турнір Івана Піддубного 2016               | Росія  | греко-римська боротьба, до 80 кг | Бронза |
| Гран-прі Загреба з боротьби 2017           | Росія  | греко-римська боротьба, до 80 кг | Бронза |
| Кубок Вантаа з боротьби 2017               | Росія  | греко-римська боротьба, до 80 кг | Срібло |

### Виступи на змаганнях молодших вікових груп
| Змагання                                       | Збірна | Вагова категорія                 | Місце  |
| ---------------------------------------------- | ------ | -------------------------------- | ------ |
| Чемпіонат Європи з боротьби серед юніорів 2007 | Росія  | греко-римська боротьба, до 84 кг | Золото |
| Чемпіонат світу з боротьби серед юніорів 2007  | Росія  | греко-римська боротьба, до 84 кг | 15     |
| Чемпіонат Європи з боротьби серед юніорів 2008 | Росія  | греко-римська боротьба, до 84 кг | 5      |
| Чемпіонат світу з боротьби серед юніорів 2009  | Росія  | греко-римська боротьба, до 84 кг | Срібло |